# محمود موسى حرسي
محمود موسى حرسي (بالصومالية: Maxamuud Muuse Xirsi Cadde) ، (بالعربية: محمود موسى حرسي) ؛ 1 يوليو 1937  - 8 فبراير 2017) ، المعروف أيضًا باسم أدي موسى ، كان رئيس السابق لبنت لاند و سياسيًا صوماليًا . كان رئيس منطقة بونتلاند في الصومال من 8 يناير 2005 إلى 8 يناير 2009. 

## سيرته الشخصية
أصبح الملازم الأول للسابق في القوات المسلحة الصومالية للرئيس الصومالي محمد سياد بري ، فيما بعد حاكمًا محليًا وحاكمًا للولاية في شمال الصومال قبل اندلاع الحرب الأهلية الصومالية. ينحدر من عشيرة عثمان محمود من عشيرة ماجرتين الرئيسية وهو الحفيد الأكبر لـ حرسي بقور عثمان ابن الملك بقور عثمان محمود.
- 1963-1965 سكرتارية قائد القوات العسكرية [4]
- 1965 - 1967 رئيس حزب هورسيد السياسي
- 1970-1972 قائد الفرقة 21 ، الجيش الوطني الصومالي
- 1972-1973 رئيس التدريب بالقوات العسكرية الصومالية

كما عمل كملحق عسكري لدى الصين من منتصف إلى أواخر السبعينيات. بعد الفترة التي قضاها في الصين ، انتقل لاحقًا إلى كندا في عام 1979 ، حيث امتلك وأدار العديد من محطات الوقود حتى منتصف التسعينيات. 
توفي موسى في الإمارات العربية المتحدة في 8 فبراير 2017. 

## رئيس أرض البنط
في مارس 2005 ، بدأ الرئيس الحالي موسى خطة طموحة لبناء مطار في بوصاصو ، العاصمة التجارية لبونت لاند ، وهو مشروع اكتمل الآن ويشار إليه بمطار بندر قاسم الدولي.   في الشهر التالي ، أشادت اليونيسف بتعهد من موسى الذي وعد بتدشين مدفوعات رواتب معلمي المدارس الابتدائية ، والتي من شأنها أن تمثل خروجًا كبيرًا عن القاعدة في الصومال حيث كان على الآباء تقليديًا تحمل المسؤولية الكاملة عن رواتب المعلمين. 
في نوفمبر 2006 ، ورد أن اتحاد المحاكم الإسلامية استولى على بانديرادلي ، وهي مستوطنة ذات موقع استراتيجي بالقرب من حدود بونت لاند مع مودوج . ومع ذلك ، زعم متحدث باسم أمير الحرب المحلي عبدي حسن عوالي قيبديد أن قواته قامت فقط بتراجع تكتيكي من المنطقة. أعلن محمد محمود جامع ، المتحدث باسم المحاكم الإسلامية في مدج ، عزم المحاكم على السير في جالكعيو ، التي تطالب بونت لاند بجزء منها. حتى الآن ، تجنبت اتحاد المحاكم الإسلامية التوغل في بونت لاند. في نفس الشهر ، أعلن الجنرال عدي أنه سيحكم وفقًا للشريعة الإسلامية ولكن بطريقة مختلفة عن تلك التي تتبعها المحاكم الإسلامية لتجنب "تسييس الدين". ثم أعلن عدي أن بونت لاند ستقاوم أي هجوم تشنه اتحاد المحاكم الإسلامية. 
خلال العام الانتخابي لعام 2008 ، شهدت أرض البنط ارتفاعًا حادًا في أعمال القرصنة. ونقلت قناة الجزيرة عن الرئيس الحالي محمود موسى حرسي قوله إن "الانصياع مطالب القراصنة البحرية ليس خيارا." نحن لا ندعو إلى دفع أي فدية للقراصنة وندعم الحكومة الفرنسية التي تستخدم القوة وتهاجم القراصنة ". 
في أكتوبر 2008 ، وقع موسى أيضًا اتفاقية بقيمة 170 مليون درهم مع مجموعة لوتاه في دبي لدعم بناء مطار وميناء بحري ومنطقة حرة في مدينة بوصاصو الساحلية. وأشار موسى إلى أنه "أعتقد أنه عندما ننتهي من كل هذه المشاريع ، سيستفيد شعبنا من خلال الحصول على خدمات صحية جيدة وتعليم وازدهار شامل". 
انتهت فترة ولاية موسى كرئيس لبونتلاند في يناير 2009.

## وفاته
توفي محمود موسى حرسى "عدى" في الإمارات العربية المتحدة في 8 فبراير 2017. 